# Kræftens Bekæmpelse
Kræftens Bekæmpelse (engelsk navn: The Danish Cancer Society) er en dansk organisation, hvis tre hovedområder er forskning, forebyggelse samt rådgivning og støtte til kræftpatienter og deres pårørende. Den er Danmarks største sygdomsbekæmpende organisation og Danmarks største patientforening. Kræftens Bekæmpelse blev grundlagt i 1928 og har i dag 407.904 medlemmer (2018) og flere end 47.000 frivillige.
Kræftens Bekæmpelse har lokalforeninger over hele landet og styres gennem et repræsentantskab af en hovedbestyrelse, et forretningsudvalg samt et præsidium. Kræftens Bekæmpelse leverer kræftforskning. Foreningen har rådgivningscentre over hele landet samt en gratis telefonrådgivning, Kræftlinjen.
Foreningens nettoindtægt var i 2017 på 685,8 mio. kr.  Foreningens hovedindtægtskilder er indsamlinger, arv, medlemskontingent og konkrete projekttilskud. Det offentlige tilskud til Kræftens Bekæmpelse udgjorde 3 % af indtægterne i 2017.
Udgifterne fordelte sig i 2017 på forskning (62 %), patientstøtte (19 %), oplysning (16 %) og administration (3 %).
Pr. 1. juni 2018 er Jesper Fisker administrerende direktør for Kræftens Bekæmpelses. Jesper Fisker kommer fra en stilling som departementschef i Undervisningsministeriet.
Organisationen står også bag motionsløbet Stafet For Livet, hvor der indsamles penge.

## Formål
Kræftens Bekæmpelse har opstillet tre hovedformål:
- Forskning
- Forebyggelse
- Patientstøtte